# NGC 6429
NGC 6429 is een balkspiraalstelsel in het sterrenbeeld Hercules. Het hemelobject werd op 2 juli 1864 ontdekt door de Duitse astronoom Albert Marth.

## Synoniemen
- UGC 10960
- MCG 4-42-4
- ZWG 141.7
- IRAS 17420+2522
- PGC 60770